# Alina Hammes
Alina Hammes (* 4. Februar 1992 in Kaiserslautern) ist eine deutsche Badmintonspielerin.

## Karriere
Alina Hammes startete in der Saison 2012/2013 in der Badminton-Bundesliga. 2009 hatte sie bereits das Portuguese Juniors und die Südwestdeutsche Badmintonmeisterschaft gewonnen. Weitere Starts folgten bei den Dutch Open 2012 und den Bitburger Open 2012. 2014 war sie bei der Badminton-Mannschaftseuropameisterschaft und im Uber Cup aktiv.